# Arene tricarinata
Arene tricarinata is een slakkensoort uit de familie van de Areneidae. De wetenschappelijke naam van de soort is voor het eerst geldig gepubliceerd in 1872 door Stearns.